# Міське училище
Міські училища — навчальні початкові заклади підвищеного типу, переважно для дітей дрібних урядовців, торгівців, ремісників, заможних селян. Уперше виникли в Європі в 17 ст. (відомі під назвою «бюргерські школи»). У Росії міські училища почали створюватися від 1872 на базі волосних (повітових) училищ. Навчання тривало 6 років. У міських училищах вивчали Закон Божий, читання та писання, арифметику, практичну геометрію, всесвітню й російську історію, географію, креслення, малювання, фізику, а також деякі прикладні дисципліни (роботи по дереву і металу).
Навчання в училищах було платним. Розмір плати визначали інспектори народних училищ і затверджували попечителі учбового округу. При цьому розмір плати в різних місцевостях міг змінюватися. Програми училищ не узгоджувалися з програмами гімназій, і тому права випускників училищ були обмеженими. Вони могли поступати лише в нижчі професійні школи або на 1- чи 2-річні педагогічні курси, що існували при деяких училищах. Курси давали право викладати в початкових училищах і можливість вступу в учительський інститут. Міські училища діяли майже по всіх містах України. 1912 вони були реорганізовані у вищі початкові училища.

## Повітові училища
У Російській імперії повітові училища мали бути відкриті за указом 1804 року. За статутом 1804 року їх мали відкрити в кожному губернському чи повітовому місті, де мали бути продовженням приходського училища та підготовчим до гімназії закладом. 1828 року новий статут 1828 року призначив повітові училища переважно для дітей купецтва, дворянства та обер-офіцерства.
Повітові училища мали 3 класи (у Віленському навчальному окрузі — 3). Викладалися Закон Божий, священна й церковна історія, російська мова, арифметика, геометрія зі стереометрією, але без доказів; географія, російська історія, скорочена світова історія, чистописання, креслення, малювання. З дозволу міністерства просвіти можна були викладати додаткові курси з прикладних наук та мистецтв, зокрема основи права, економіки, механіки, технології, архітектури, сільського господарства тощо. сельское хозяйство и садоводство и пр. На чолі училища був штатний доглядач, призначений попечителем навчального округа та підконтрольний директору народних училищ (за відсутності інспектора народних училищ, був керівником усіх училищ повіту), а також були почесні доглядачі, обрані з місцевих дворян чи чиновників.
Нове положення від 31 травня 1872 року перетворювало повітові училища на міські шестикласні училища. Утім, через нестачу фінансування перетворення відбувалося повільно. Станом на 1 січня 1899 року лишалося 111 повітових училищ, у яких працювало 629 осіб та навчалося 10412 осіб, більше третини з яких — 3427 — у Харківському навчальному окрузі. Повітові училища фінансувалися державою, й на їх утримання було витрачено 346899 рублів 1898 року.